# Aetea boninensis
Aetea boninensis är en mossdjursart som beskrevs av Silén 1941. Aetea boninensis ingår i släktet Aetea och familjen Aeteidae. Inga underarter finns listade i Catalogue of Life.